# Kuala Sebatu
Kuala Sebatu is een bestuurslaag in het regentschap Indragiri Hilir van de provincie Riau, Indonesië. Kuala Sebatu telt 3281 inwoners (volkstelling 2010).